# أندريا ريكا
أندريا ريكا تابوادا (بالإسبانية: Andrea Rica Taboada، ولدت في 7 ديسمبر 1984، فيغو، إسبانيا) لاعبة تايكوندو إسبانية.
حصلت على ميداليتين برونزيتين في بطولة العالم للتايكوندو، وعلى ميداليتين برونزيتين في بطولات أوروبا للتايكوندو.

## إنجازاتها

### بطولة العالم للتايكوندو
- 2007 بكين  الصين:  ميدالية برونزية في وزن تحت 55 كغم.
- 2009 كوبنهاغن  الدنمارك:  ميدالية برونزية في وزن تحت 57 كغم.

### بطولة أوروبا للتايكوندو
- 2006 بون  ألمانيا:  ميدالية برونزية في وزن تحت 55 كغم.
- 2012 مانشستر  المملكة المتحدة:  ميدالية برونزية في وزن تحت 57 كغم.

## روابط خارجية
- أندريا ريكا على موقع TaekwondoData.com (الإنجليزية)